# الحصلة العائلة 007
الحصلة العائلة 007 هو مسلسل تلفزيوني كوميدي جزائري عُرض لأول مرة في رمضان 1446 هـ (2025) على شاشة تلفزيون الجزائري.

## قصة
تتحدى آنيا، طالبة إدارة الأعمال من عائلة غنية، كل التوقعات عندما تتزوج من ديندين، الشاب العاطل عن العمل، رغم رفض عائلتيهما. ينتقل الزوجان للعيش في منزل قديم بحي فقير، حيث يواجهان صعوبات الحياة الجديدة، لكن سرعان ما يكتشفان عالمًا مليئًا بالمواقف الطريفة مع جيرانهم. بين الضغوط الاجتماعية والمغامرات اليومية، يخوضان رحلة مليئة بالحب، التحديات، والكوميديا، فهل سينجحان في إثبات أن الحب يتخطى كل الفوارق.

## الممثلون
البطولة
- محمد بوشايب
- أسماء محجان
- عثمان بن دواد
- فيزية توقورتي
- عنتر هلال
- نورة بن زيراري
- نجية لعراف
- امين ميسون
- حورية بهلول
- امينة بلعابد

وعدة نجوم وممثلين جزائريين

## روابط خارجية
- الحصلة العائلة 007 على موقع IMDb (الإنجليزية)
- الحصلة العائلة 007 على موقع قاعدة بيانات الأفلام العربية